# Argentina ai Giochi della IV Olimpiade
L'Argentina partecipò ai Giochi della IV Olimpiade svoltisi a Londra nel 1908. L'Argentina fa la sua seconda apparizione ai giochi olimpici.
L'unico atleta argentino a prendere parte alla manifestazione fu lo schermidore Horatio Torromé.

## Scherma
| Gara                           | Atleta          | Punteggio | Posto   |
| ------------------------------ | --------------- | --------- | ------- |
| Pattinaggio di figura maschile | Horatio Torromé | 228,9     | 7 posto |